# Park pałacowy w Walewicach
Park pałacowy w Walewicach – zabytkowy park krajobrazowy założony w 1886 r., znajdujący się w Walewicach, w powiecie łowickim, w województwie łódzkim.  Jest częścią zespołu pałacowego w Walewicach.

## Historia
Park przypałacowy w tej lokalizacji istniał co najmniej od XVIII w. tj. od powstania pałacu w Walewicach. 
W 1886 r. został od nowa zorganizowany według założeń parkowych Waleriana Kronenberga. Jest przykładem modnych w XIX w. kaligraficznych układów ogrodowych. Początkowo park reprezentował styl francuski, następnie zmieniono go na krajobrazowy park w stylu angielskim.
W 1967 park wpisano do rejestr u zabytków. (nr rej.: 617 z dn. 24 sierpnia 1967).

## Charakterystyka
Obecny obszar parku obejmuje 13,5 ha. Centralną część parku zajmuje pałac w Walewicach.
Ponadto na terenie parku znajdują się budynki gospodarcze z XVIII i XIX w. 

### Drzewostan
W starodrzewie wyróżniają się dęby, jesiony, buki i wiązy. Najokazalsze dęby znajdują się w części frontowej, przed pałacem. Są to dęby szypułkowe odmiany stożkowatej usytuowane od frontowej strony pałacu. Obwód pni wynosi ok. 650 cm.

### Rzeźby
W parku umieszczono wykonane z piaskowca rzeźby o tematyce antycznej. Jest to element charakterystyczny dla twórczości Waleriana Kronenberga. Jednolity styl rzeźb (pogranicze rokoka i klasycyzmu) wskazuje, że cały zespół powstał w jednym okresie (ok. 1756-1765). Autorstwo przypisywane jest Pierre’owi Coudrayowi oraz Johannowi Chrisostomowi Redtlerowi (grupa Parys i Wenus).

## Galeria

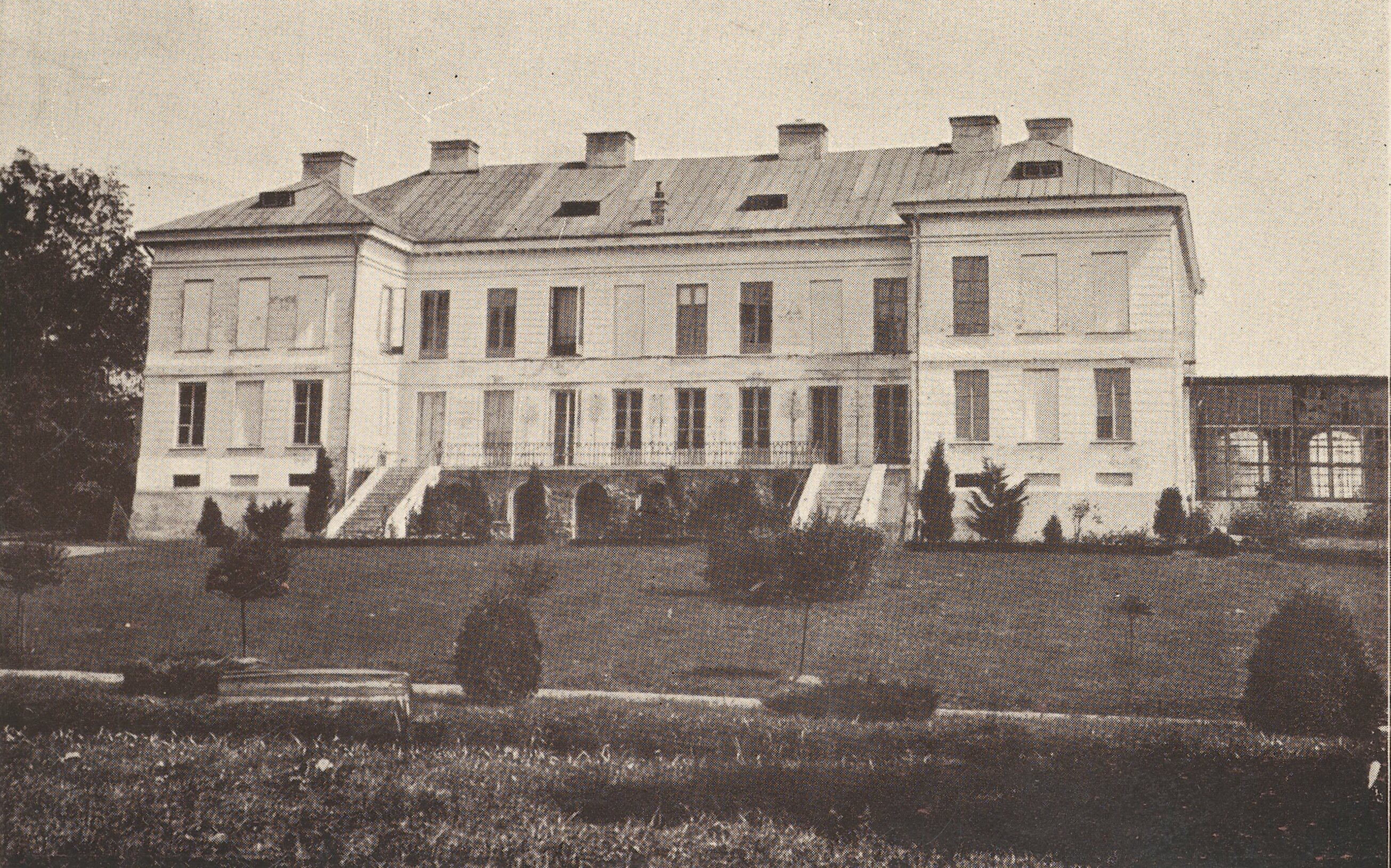
Fragment parku w 1911 r.
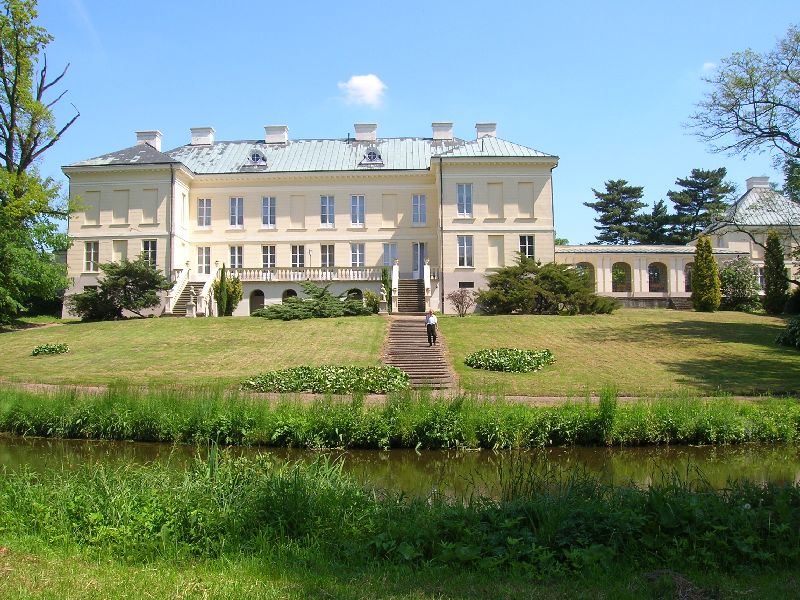
Fragment parku w 2006 r,
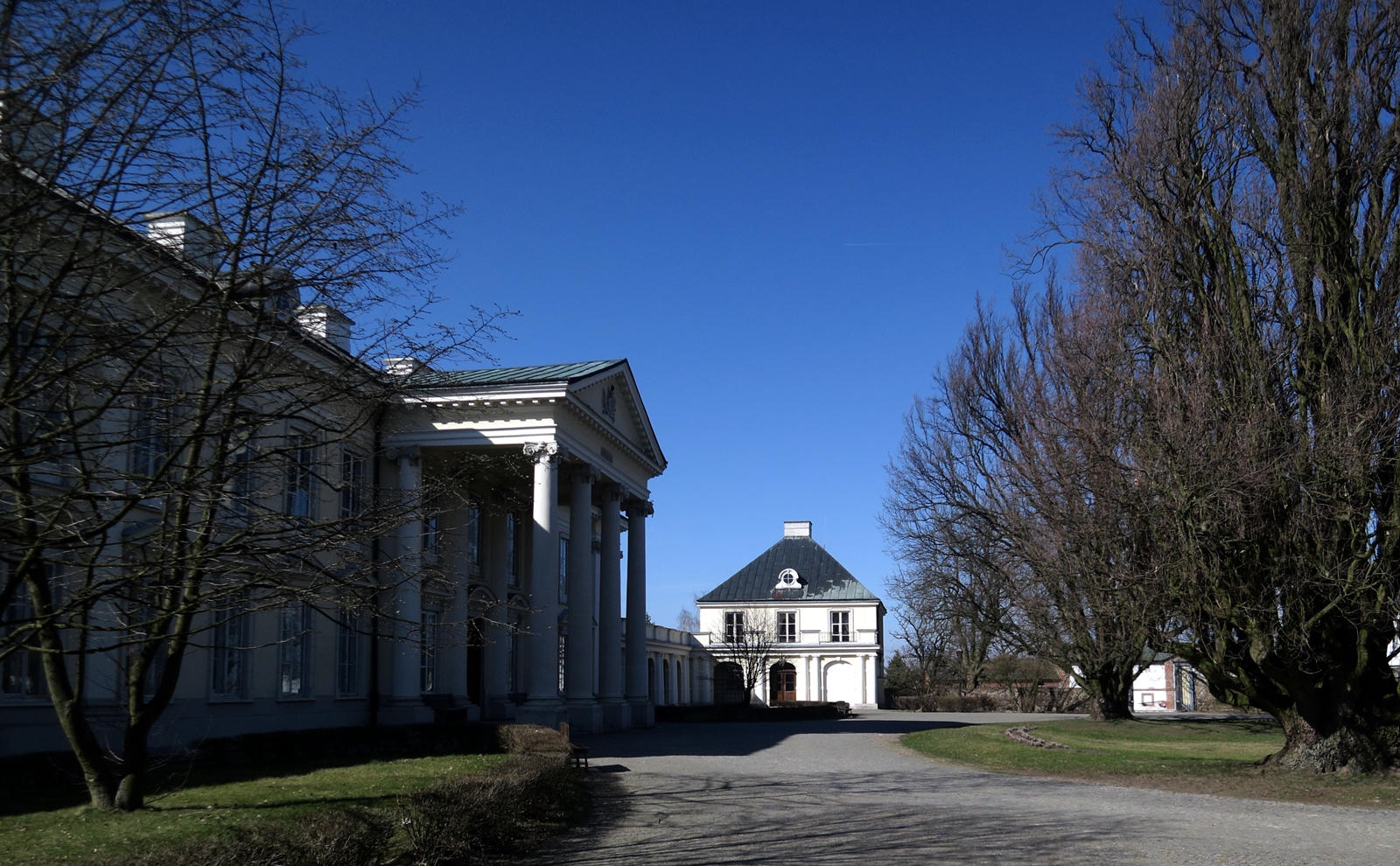
Dęby stożkowate
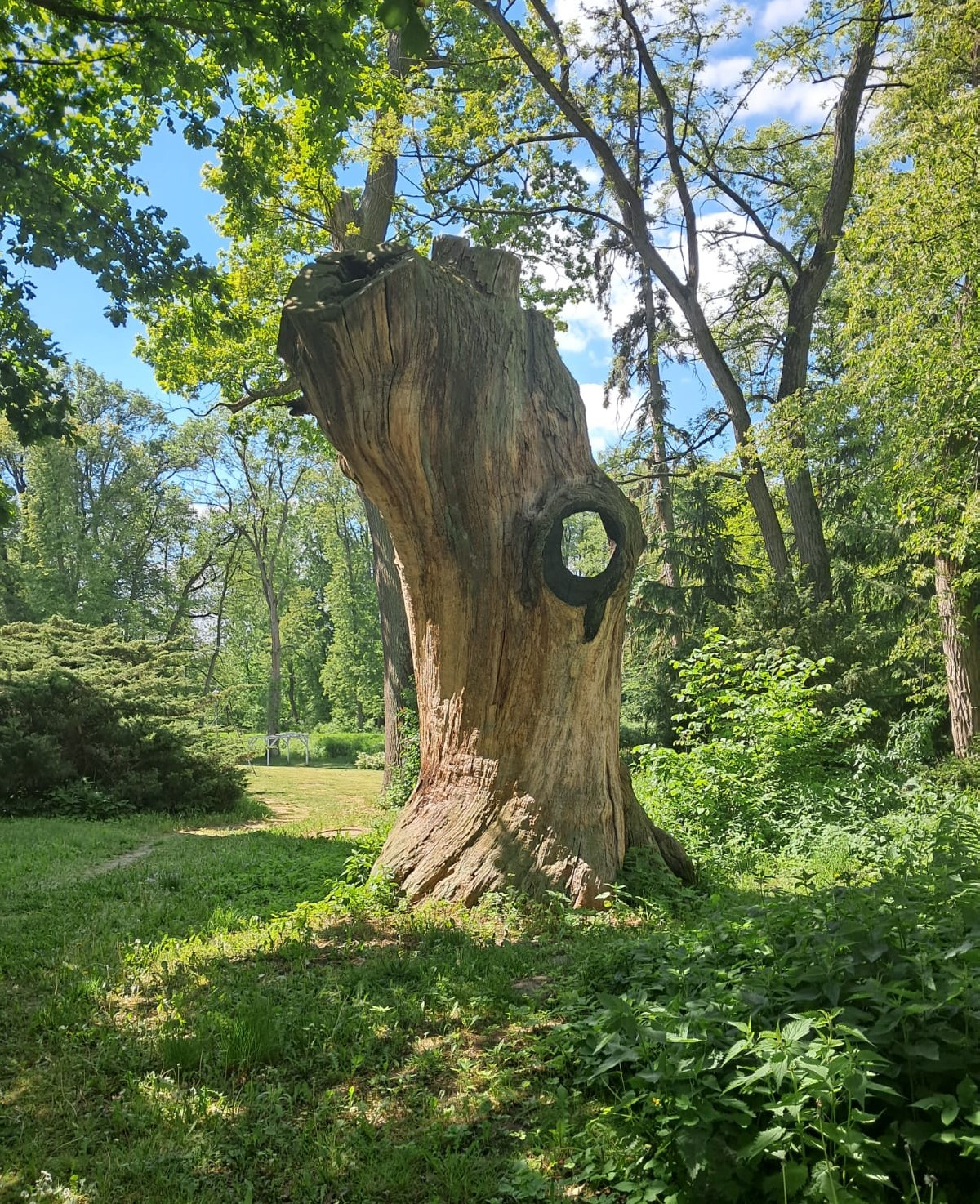
Uschnięty dąb
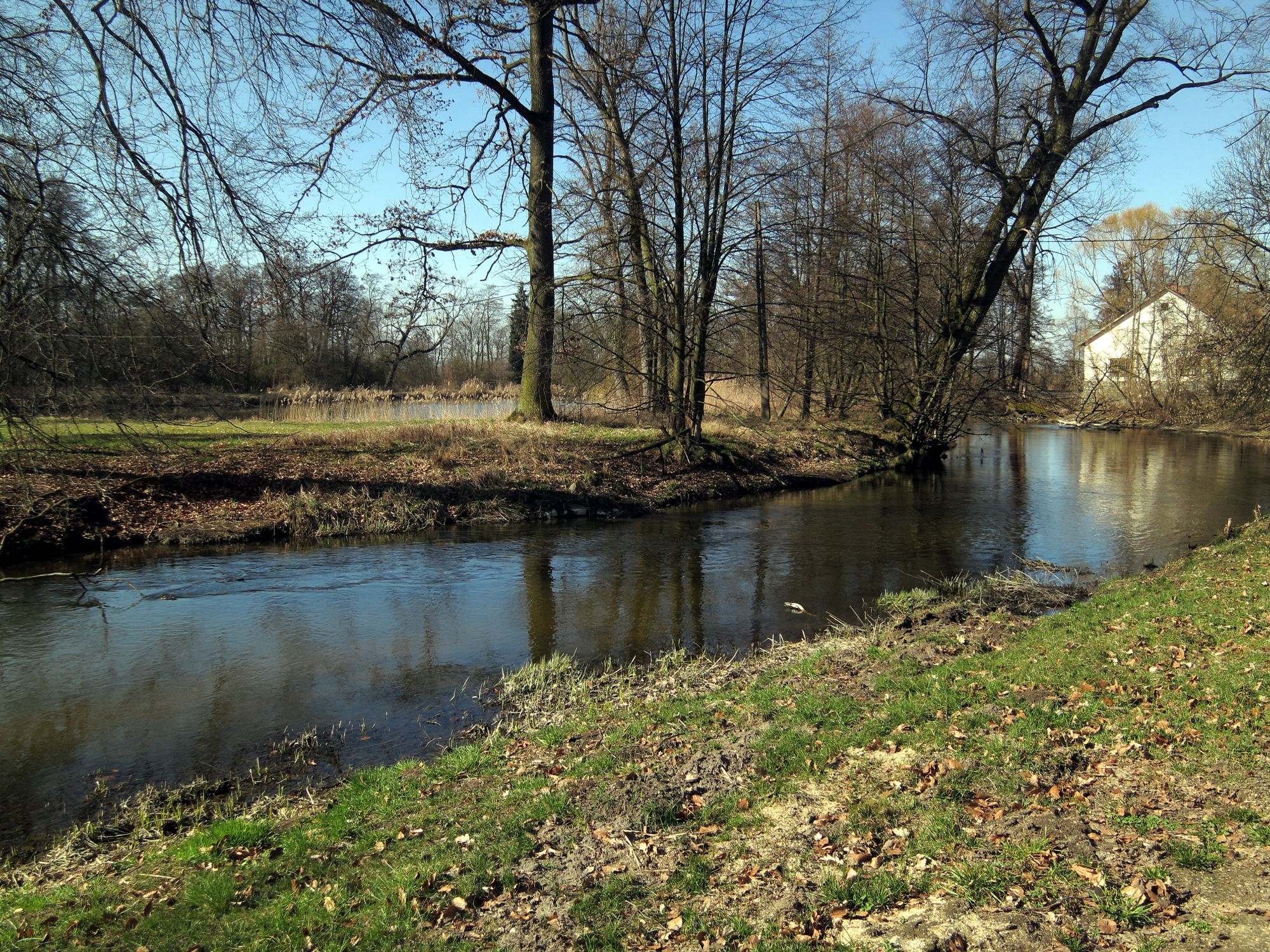
Mroga
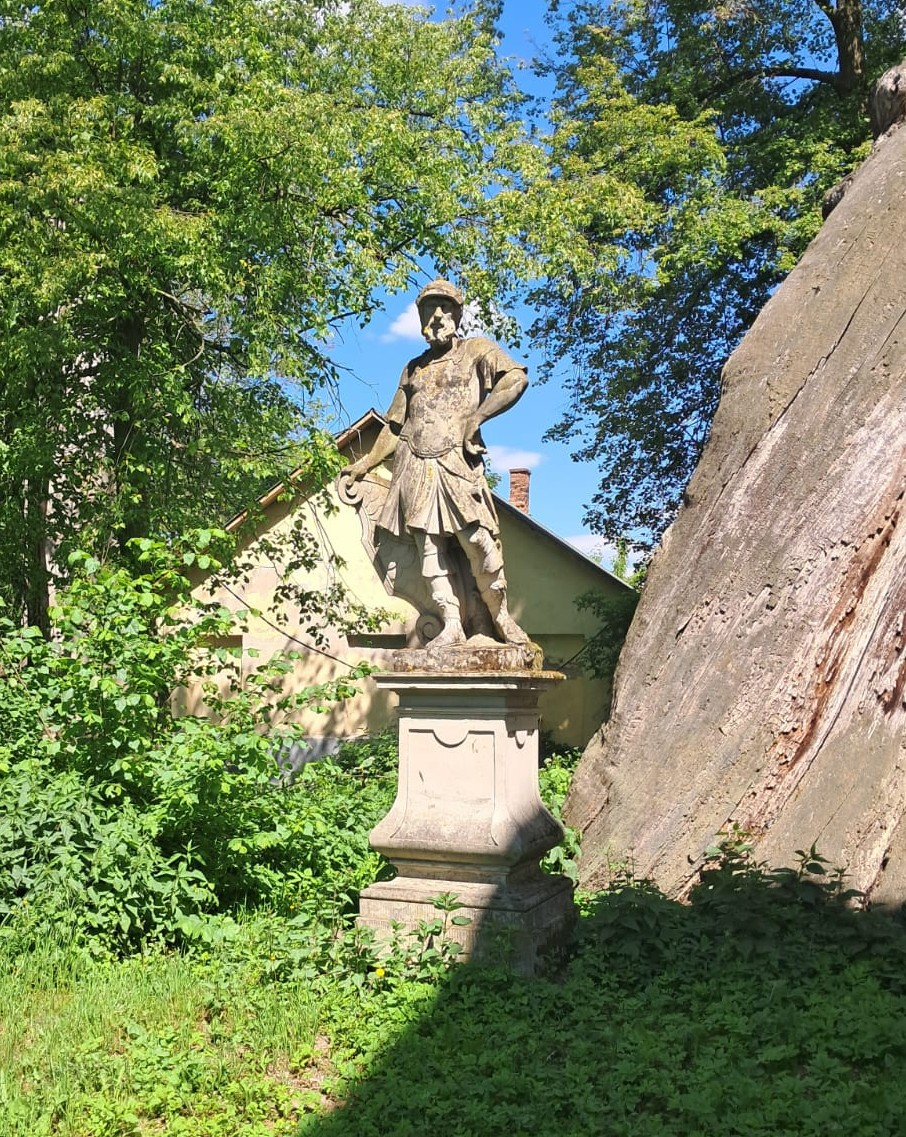
Rzeźba "Mars"
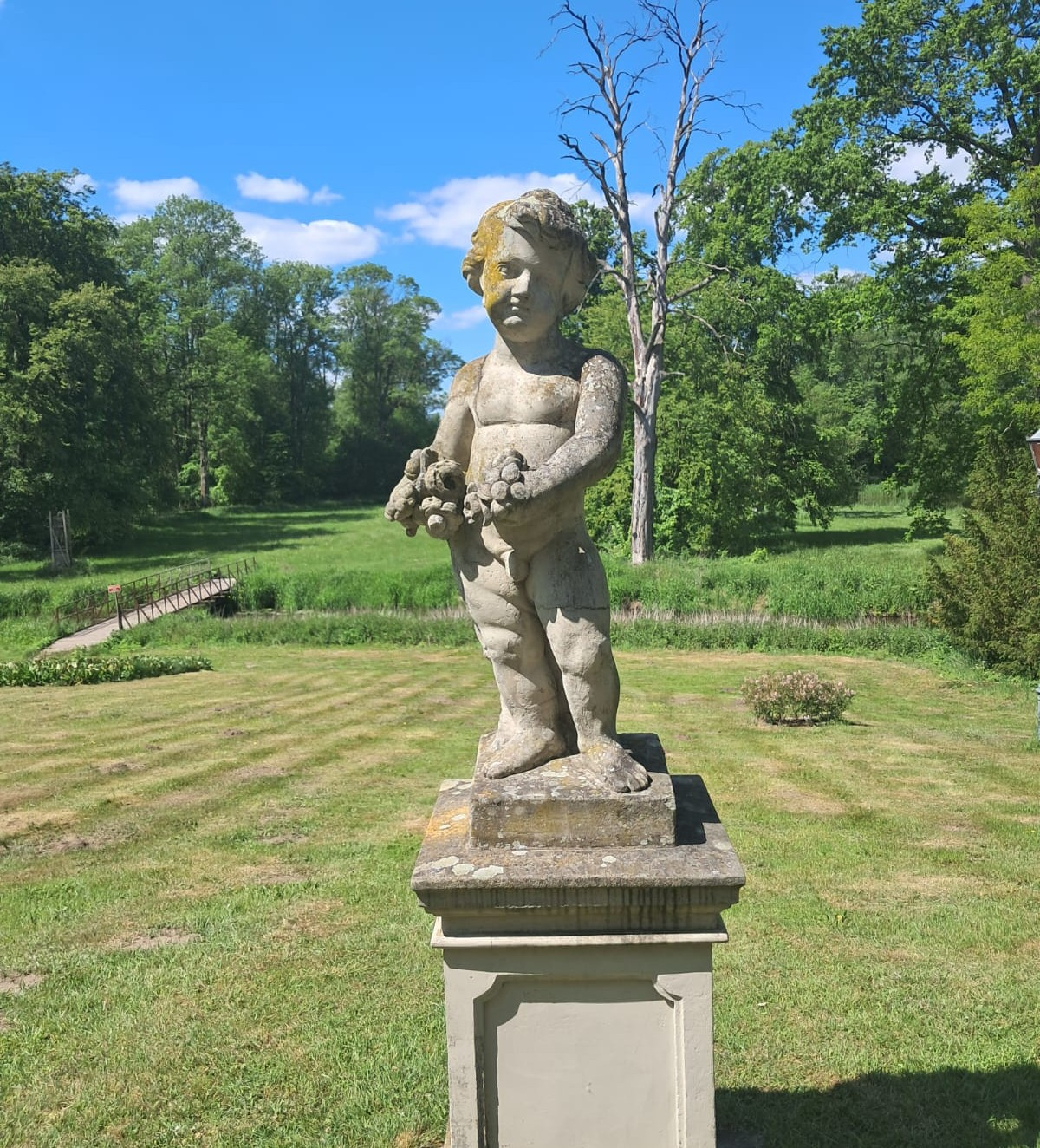
Rzeźba "Putto"
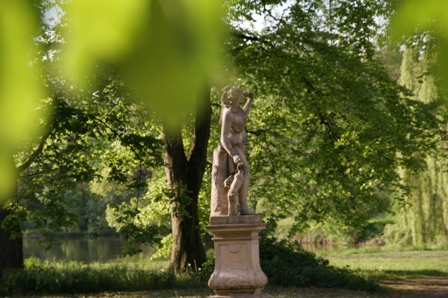
Rzeźba "Diana"
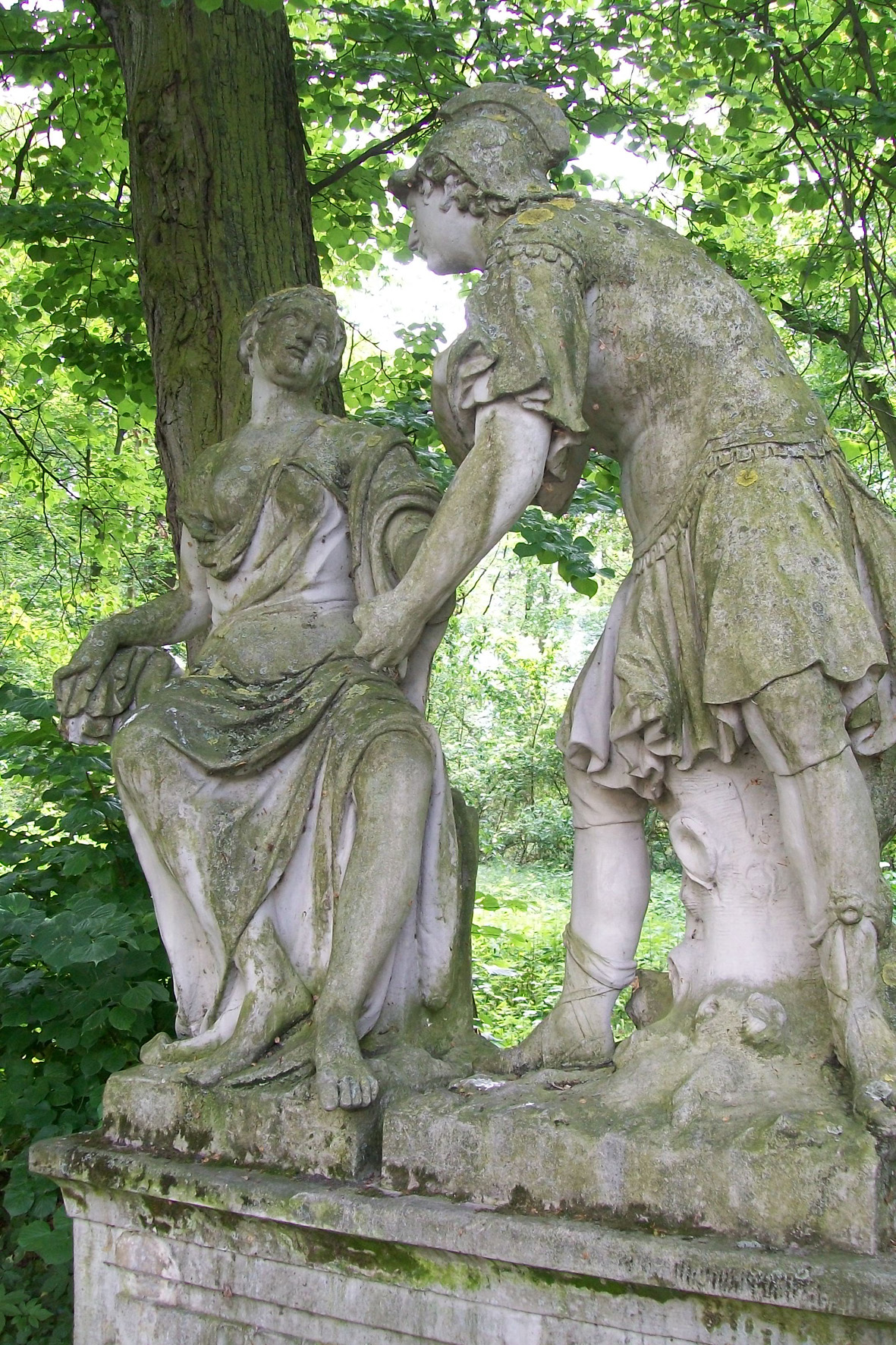
Grupa rzeźbiarska "Parys i Wenus"